# Pavel Romanovics Popovics
Pavel Romanovics Popovics (oroszul: Павел Романович Попович; Uzin, Ukrán SZSZK,  1930. október 5.–Hurzuf, 2009. szeptember 29.), ukrán névváltozatban Pavlo Romanovics Popovics (Павло Романович Попович) ukrán származású szovjet  űrhajós, vezérőrnagy. A Szovjetunió negyedik űrhajósa, egyúttal az első ukrán nemzetiségű űrhajós volt.

## Életpálya
A katonai repülőiskola elvégzése után 1954-ben avatták repülőtisztté. A Zsukovszkij Akadémián 1968-ban repülőmérnöki képesítést szerzett. 1960-tól vett részt űrhajóskiképzésben.
A Vosztok–4 (1962.8.12.) űrpilótája volt, ami a szovjet Vosztok-program negyedik emberes repüléseként teljesítette feladatát. A tartalék űrhajós Vlagyimir Komarov volt. A Vosztok–4 megközelítette a Vosztok–3 űrhajót.  A Vosztok-3 és Vosztok-4  űrrepülés volt az első csoportos repülés. A Vosztok-3 űrpilótája Adrijan Nyikolajev és a Vosztok-4 fedélzetén tartózkodó Pavel Popovics az éterben 5 kilométerre közelítette meg egymást.
A Szojuz–14 (1974) vitte fel a Szaljut–3 űrállomás első személyzetét, ahol (1973.6.25.-1973.7.3.) parancsnoki pozíciót töltött be. Űrhajós társa Jurij Petrovics Artyuhin volt a fedélzeti mérnök.

### Társadalmi-politikai élet
- 1992-től az Oroszországi Boksz Szövetség elnöke
- 1994-től: a Jurij Gagarin Alapítvány elnöke
- 1996-tól: tagja az Űrhírek szerkesztőbizottságának
- 1998-tól: tagja az Oroszországi Repülés tudományos és műszaki folyóirat szerkesztőbizottságának
- 1999-től: elnöke az ukrán szövetségi űrhajósok szervezetének
- Tagja az Oroszországi írószövetségnek
- Az  Oroszországi Repülőmúzeumok Szövetségének (AMKOSZ) elnöke
- Tiszteletbeli elnöke a Nemzetközi Veterán Testnevelési és Sport Szövetségnek (MAFIS)
- Tiszteletbeli elnöke volt a Szlavutics Ukrán Kulturális Társaságnak.)

Agyvérzésben hunyt el 2009. szeptember 29-én a Krímben található Hurzuf városban. Sírja Moszkvában, a Trojekurovói temetőben található.